# Нойкирхен (Плайсе)
Нойкирхен (нем. Neukirchen/Pleiße) — община в Германии, в земле Саксония, на реке Плайсе. Подчиняется административному округу Кемниц. Входит в состав района Цвиккау. Население составляет 4217 человек (на 31 декабря 2010 года). Занимает площадь 16,85 км².
Коммуна подразделяется на 3 сельских округа.
Из достопримечательностей можно отметить крепость Швайнсбург.